# Referéndum constitucional de Italia de 2020
El cuarto referéndum constitucional en la historia de la República Italiana se celebró en Italia los días 20 y 21 de septiembre de 2020 para aprobar o rechazar el texto de la ley constitucional titulado «Enmiendas a los artículos 56, 57 y 59 de la Constitución sobre la reducción del número de parlamentarios», aprobado definitivamente por la Cámara de Diputados el 8 de octubre de 2019, lo que implica una reducción en el número de diputados de 630 a 400 y el de senadores elegidos por voto popular de 315 a 200. Si bien en una primera instancia este referéndum iba a llevarse a cabo el 29 de marzo de 2020, se pospuso debido al brote de coronavirus en el país.
A diferencia de lo que sucedió en la Cámara de Diputados, la propuesta de reforma había sido aprobada por el Senado de la República con una mayoría de menos de dos tercios de los componentes: en consecuencia, como lo exige el artículo 138 de la Constitución, la medida no se había promulgado directamente precisamente para dar la oportunidad de solicitar un referéndum confirmatorio dentro de los siguientes tres meses. Esta facultad fue ejercida por 71 senadores, más de una quinta parte de los miembros de esta Cámara solicitados por el artículo mencionado, quienes presentaron la solicitud de referéndum ante la Corte Suprema de Casación el 10 de enero de 2020.

## Antecedentes
En 2016, el gobierno de coalición liderado por el PD propuso una serie de reformas constitucionales con el objetivo de reducir el número total de parlamentarios, simplificar el proceso legislativo, limitar los costos operativos de las instituciones, la supresión de la Consejo Nacional de la Economía y del Trabajo y eliminar el bicameralismo perfecto, en particular, reduciendo considerablemente el tamaño y el alcance del Senado. La propuesta fue rechazada por el 59 % de los votantes a través de un referéndum constitucional, lo que provocó la renuncia del entonces primer ministro Matteo Renzi.
En 2019, el gobierno de coalición PD-M5S propuso nuevas reformas constitucionales que simplemente piden la reducción del número de parlamentarios en un tercio, y el proyecto de ley fue aprobado con el apoyo de todos los principales partidos políticos. La propuesta fue una de las principales promesas de campaña de 2018 del Movimiento 5 Estrellas en un esfuerzo por reducir los costos de la política y recortar los privilegios para los legisladores, con una reducción total de los costos para los contribuyentes que se estima entre 285 y 500 millones de euros por períodos parlamentarios de 5 años. Apresurar la reforma también fue parte del acuerdo de coalición entre los partidos. Sin embargo, los críticos han argumentado que estos números como cifras insignificantes y argumentan que la reducción en el número de legisladores disminuiría la representación democrática, reduciendo el número de legisladores por cada 100 000 habitantes de 1,6 a 1. Esto se compara con la relación 0,9 de Alemania, la relación 1,4 de Francia y la relación 2,1 del Reino Unido.

## Reforma constitucional y proceso de aprobación

### Texto de la reforma
La distribución actual de escaños en el Parlamento de Italia es de la siguiente forma:
| Cámara de Diputados | Cámara de Diputados | Cámara de Diputados | Cámara de Diputados | Senado       | Senado  | Senado |
|                     |                     |                     |                     |              |         |        |
| Método              | Método              | Escaños             | %                   | Método       | Escaños | %      |
|                     | Uninominal          | 232                 | 37 %                | Uninominal   | 116     | 37 %   |
|                     | Proporcional        | 386                 | 61 %                | Proporcional | 193     | 61 %   |
|                     | Extranjero          | 12                  | 2 %                 | Extranjero   | 6       | 2 %    |

El proyecto de ley constitucional presentado para su aprobación consta de cuatro artículos.
- El artículo 1 modifica el Artículo 56 de la Constitución al reducir el número de diputados de 630 a 400. El número de diputados elegidos en la circunscripción extranjera disminuiría de 12 a 8.[5]
- El artículo 2 modifica el Artículo 57 de la Constitución al reducir el número de senadores electos de 315 a 200. El número de senadores elegidos en las circunscripciones extranjeras disminuiría de 6 a 4. El número mínimo de senadores asignados a cada región cae de 7 a 3. En el nuevo texto, además, las dos provincias autónomas de Trento y Bolzano se equiparan a las regiones, asegurando tres senadores cada una. Los asientos asignados a Molise (2) y Valle de Aosta (1) permanecen sin cambios.[5]
- El artículo 3 modifica el artículo 59 de la Constitución al aclarar que el número máximo de senadores vitalicios nombrados por el presidente de la República no puede en ningún caso ser mayor que 5. De esta manera, se elimina la ambigüedad del texto constitucional anterior en el cual el límite de 5 senadores vitalicios podría entenderse como el límite máximo de senadores vitalicios presentes en el Senado o como el límite máximo de nombramientos disponibles para cada Presidente de la República; esta última interpretación fue seguida solo por los presidentes Sandro Pertini y Francesco Cossiga, quienes nombraron ambos 5 senadores vitalicios, alcanzando el máximo de 9 senadores presidenciales vitalicios simultáneamente en el cargo.[5]
- Finalmente, el artículo 4 regula la entrada en vigor de las nuevas disposiciones legales, estableciendo que se aplican a partir de la fecha de la primera disolución de las Salas después de la fecha de entrada en vigor de la ley constitucional y, en cualquier caso, no antes de que hayan transcurrido 60 días desde la fecha de entrada en vigor antes mencionada.[5]

La distribución de escaños propuesta en la reforma es la siguiente:
| Cámara de Diputados | Cámara de Diputados | Cámara de Diputados | Cámara de Diputados | Senado       | Senado  | Senado |
|                     |                     |                     |                     |              |         |        |
| Método              | Método              | Escaños             | %                   | Método       | Escaños | %      |
|                     | Uninominal          | 147                 | 37 %                | Uninominal   | 74      | 37 %   |
|                     | Proporcional        | 245                 | 61 %                | Proporcional | 122     | 61 %   |
|                     | Extranjero          | 8                   | 2 %                 | Extranjero   | 4       | 2 %    |

### Proceso de aprobación
A continuación se muestra la cronología del proceso parlamentario de la reforma y los pasos formales necesarios para el referéndum:
- 7 de febrero de 2019: el Senado de la República aprueba el proyecto de ley en primera resolución con 185 votos a favor, 54 en contra y 4 abstenciones.[6]
- 9 de mayo de 2019: la Cámara de Diputados aprueba el proyecto de ley en primera resolución con 310 votos a favor, 107 votos en contra y 5 abstenciones.[7]
- 11 de julio de 2019: el Senado de la República aprueba el proyecto de ley en segunda resolución con 180 votos a favor y 50 en contra. Por lo tanto, la mayoría fue de menos de dos tercios de los componentes requeridos por el tercer párrafo del artículo 138 de la Constitución para hacer inadmisibles las solicitudes de referéndum.[6]
- 8 de octubre de 2019: la Cámara de Diputados aprueba el proyecto de ley en segunda resolución con 553 votos a favor, 14 en contra y 2 abstenciones (mayoría superior a dos tercios de los miembros).[8]
- 12 de octubre de 2019: la ley constitucional se publica en la Gaceta Oficial Serie General n.º 240. A partir de este momento se inicia el plazo para que una quinta parte de los miembros de una Cámara, 500 000 votantes o cinco Consejos Regionales soliciten un referéndum popular.[5]
- 10 de enero de 2020: 71 senadores presentan la solicitud de referéndum ante la Corte de Casación.
- 23 de enero de 2020: la oficina central del referéndum en la Corte Suprema de Casación declara la solicitud del referéndum de conformidad con el artículo 138 de la Constitución y determina la legitimidad de la cuestión propuesta en el referéndum.[9] A partir de este momento, el Consejo de Ministros tiene 60 días para establecer la fecha del referéndum, que tendrá que celebrarse entre 50 y 70 días desde que quede establecido.[10]

## Solicitud de referéndum
El referéndum sobre el texto de la ley constitucional aprobado por el Parlamento fue solicitado por más de una quinta parte de los miembros del Senado de la República, una de las posibilidades previstas en el artículo 138 de la Constitución.

## Posiciones de campaña
Como se discutió anteriormente, los cambios propuestos a la constitución reducirían el número de escaños por distrito electoral para ambas Cámaras del Parlamento y, por lo tanto, aumentarían el número de votos necesarios para ganar un escaño. Esto explica por qué se oponen a ellos la mayoría de los partidos minoritarios, con la excepción de aquellos que pueden contar con una base electoral pequeña pero sólida, como el regionalista Partido Popular Sudtirolés, que vería incrementada su influencia en el Parlamento.[cita requerida]

### Comités
| Elección | Campaña                                                                                     | Eslogan                                                                                           | Portavoz                           | Sitio web |
| -------- | ------------------------------------------------------------------------------------------- | ------------------------------------------------------------------------------------------------- | ---------------------------------- | --- |
| Sí       | El sí de la Libertad                                                                        | Il sì delle Libertà                                                                               | Silvia Ferrara and Pietro Paganini | www.ilsidelleliberta.it |
| No       | ¡N(O)uestra!                                                                                | NOstra!                                                                                           | Jacopo Ricci                       | www.comitatonostra.it |
| No       | Nosotros NO                                                                                 | Noi NO                                                                                            | Andrea Pruiti Ciarello             | noino.eu |
| No       | Demócratas por el No                                                                        | Democratici per il No                                                                             | Giovanni Lattanzi                  | democraticiperilno.it Archivado el 3 de septiembre de 2020 en Wayback Machine.                                                           |
| No       | Red Solidaria en defensa de la Constitución                                                 | Rete Solidale in difesa della Costituzione                                                        | Marina Calamo Specchia             | — |
| No       | Comité Popular por el No al recorte de parlamentarios                                       | Comitato popolare per il No al taglio dei parlamentari                                            | Piero Pirovano                     | iovotono.eu |
| No       | 3 razones por el No                                                                         | 3 motivi per il No                                                                                | Stefano D'Andrea                   | 3-motivi-per-il-no0.webnode.it |
| No       | Comité por el NO sobre modificar a la Constitución para reducir el número de parlamentarios | Comitato per il NO sulle modifiche alla Costituzione per la riduzione del numero dei Parlamentari | Massimo Villone                    | coordinamentodemocraziacostituzionale.it noaltagliodelparlamento.it Archivado el 15 de agosto de 2020 en Wayback Machine.                |
| No       | Comité por el NO a la Contrarreforma                                                        | Comitato per il No alla Controriforma                                                             | Massimiliano Iervolino             | radicali.it/campagne/no-alla-controriforma/ Archivado el 11 de agosto de 2020 en Wayback Machine.                                        |
| No       | COMENCEMOS CON EL NO - Comité por el NO al referéndum sobre el recorte de parlamentarios    | COMINCIAMO DAL NO – Comitato per il NO al referendum sul taglio dei parlamentari                  | Simona Viola                       | piueuropa.eu/2020/02/22/comitatodelno/ (enlace roto disponible en Internet Archive; véase el historial, la primera versión y la última). |

### Partidos políticos

Composición de la Cámara de Diputados tras la elección del 4 de marzo de 2018. Es posible que se hayan producido cambios leves desde entonces debido a que los políticos cambiaron de partido.

Composición del Senado tras las elecciones del 4 de marzo de 2018. Es posible que se hayan producido cambios leves desde entonces debido a que los políticos cambiaron de partido.

| Elección | Partidos | Partidos                                              | Ideología principal                   | Líder                  | Ref.   |
| -------- | -------- | ----------------------------------------------------- | ------------------------------------- | ---------------------- | ------ |
| Sí       |          | Liga (Lega)                                           | Populismo de derecha                  | Matteo Salvini         | [ 12 ] |
| Sí       |          | Movimiento 5 Estrellas (M5S)                          | Populismo                             | Luigi Di Maio          | [ 13 ] |
| Sí       |          | Partido Democrático (PD)                              | Socialdemocracia                      | Nicola Zingaretti      | [ 14 ] |
| Sí       |          | Hermanos de Italia (FdI)                              | Conservadurismo nacionalista          | Giorgia Meloni         | [ 15 ] |
| Sí       |          | Artículo Uno (Art. 1)                                 | Socialdemocracia                      | Roberto Speranza       | [ 16 ] |
| Sí       |          | Partido Popular Sudtirolés (SVP)                      | Regionalismo                          | Arno Kompatscher       | [ 17 ] |
| Sí       |          | Cambiamo! (C!)                                        | Conservadurismo liberal               | Giovanni Toti          | [ 18 ] |
| Sí       |          | Die Freiheitlichen                                    | Separatismo tirolés                   | Otto Mahlknecht        | [ 19 ] |
| Sí       |          | Patria y Constitución (PeC)                           | Nacionalismo de izquierda             | Stefano Fassina        | [ 20 ] |
| Sí       |          | Partido de los Vénetos (PdV)                          | Nacionalismo véneto                   | Alessio Morosin        | [ 21 ] |
| Sí       |          | Unión Valdostana (UV)                                 | Autonomismo Regionalismo              | Érik Lavévaz           | [ 22 ] |
| Incierto |          | Italia Viva (IV)                                      | Liberalismo                           | Matteo Renzi           | [ 23 ] |
| Incierto |          | Forza Italia (FI)                                     | Conservadurismo liberal               | Silvio Berlusconi      | [ 24 ] |
| No       |          | Acción (Azione)                                       | Socioliberalismo                      | Carlo Calenda          | [ 25 ] |
| No       |          | Izquierda Italiana (SI)                               | Socialismo democrático                | Nicola Fratoianni      | [ 26 ] |
| No       |          | Más Europa (+Eu)                                      | Liberalismo                           | Benedetto Della Vedova | [ 27 ] |
| No       |          | Federación de los Verdes (FdV)                        | Política verde                        | Liderazgo colectivo    | [ 28 ] |
| No       |          | Italia en Común (IiC)                                 | Progresismo                           | Federico Pizzarotti    | [ 29 ] |
| No       |          | Poder al Pueblo (PaP)                                 | Socialismo                            | Viola Carofalo         | [ 30 ] |
| No       |          | Partido Socialista Italiano (PSI)                     | Socialdemocracia                      | Enzo Maraio            | [ 31 ] |
| No       |          | Energías para Italia (EpI)                            | Liberalismo                           | Stefano Parisi         | [ 32 ] |
| No       |          | Volt Italia                                           | Federalismo europeo                   | Federica Vinci         | [ 33 ] |
| No       |          | Movimiento Asociativo Italianos en el Exterior (MAIE) | Intereses de italianos en el exterior | Ricardo Merlo          | [ 34 ] |
| No       |          | Unión Sudamericana Emigrantes Italianos (USEI)        | Intereses de italianos en el exterior | Eugenio Sangregorio    | [ 35 ] |
| No       |          | Partido Comunista (PC)                                | Comunismo                             | Marco Rizzo            | [ 36 ] |
| No       |          | Centro Democrático (CD)                               | Izquierda cristiana                   | Bruno Tabacci          | [ 37 ] |
| No       |          | Partido de la Refundación Comunista (PRC)             | Comunismo                             | Maurizio Acerbo        | [ 38 ] |
| No       |          | Democracia Cristiana (DC)                             | Democracia cristiana                  | Renato Grassi          | [ 39 ] |
| No       |          | Partido Comunista Italiano (PCI)                      | Comunismo                             | Mauro Alboresi         | [ 40 ] |
| No       |          | Pacto por la Autonomía (PpA)                          | Autonomismo                           | Massimo Moretuzzo      | [ 41 ] |
| No       |          | Partido Marxista-Leninista Italiano (PMLI)            | Maoismo                               | Giovanni Scuderi       | [ 42 ] |
| No       |          | Partido Autonomista Trentino Tirolés (PATT)           | Regionalismo                          | Simone Marchiori       | [ 43 ] |
| No       |          | Izquierda Véneta (Sanca)                              | Socialdemocracia Nacionalismo véneto  | Andrea Mion            | [ 44 ] |
| No       |          | Unión por Trentino (UpT)                              | Autonomismo Democracia cristiana      | Annalisa Caumo         | [ 45 ] |

## Encuestas de opinión
| Fecha          | Encuestadora                                                       | Tamaño de la muestra                                               | Total                                                              | Total                                                              | Total                                                              | Total                                                              |      | Considerando solo el voto Sí/No | Considerando solo el voto Sí/No | Considerando solo el voto Sí/No |      |      |      |      |
| Fecha          | Encuestadora                                                       | Tamaño de la muestra                                               | Sí                                                                 | No                                                                 | Ninguno/ No sabe                                                   | Dif.                                                               | Sí   | No                              | Dif.                            |                                 |      |      |      |      |
| -------------- | ------------------------------------------------------------------ | ------------------------------------------------------------------ | ------------------------------------------------------------------ | ------------------------------------------------------------------ | ------------------------------------------------------------------ | ------------------------------------------------------------------ | ---- | ------------------------------- | ------------------------------- | ------------------------------- | ---- | ---- | ---- | ---- |
| Fecha          | Encuestadora                                                       | Tamaño de la muestra                                               | 2-4 sep 2020                                                       | SWG                                                                | 1.000                                                              | Dif.                                                               | 70,0 | 30,0                            | Dif.                            | —                               | 40,0 | 70,0 | 30,0 | 40,0 |
| 1-3 sep 2020   | Ixè                                                                | 1.000                                                              | 51,3                                                               | 17,9                                                               | 30,8                                                               | 33,4                                                               | 74,1 | 25,9                            | 48,2                            |                                 |      |      |      |      |
| 1-3 sep 2020   | Ipsos                                                              | 1.000                                                              | 58,9                                                               | 24,1                                                               | 17,0                                                               | 34,8                                                               | 71,0 | 29,0                            | 42,0                            |                                 |      |      |      |      |
| 31 ago 2020    | Euromedia                                                          | —                                                                  | 42,0                                                               | 15,8                                                               | 42,2                                                               | 24,2                                                               | 72,7 | 27,3                            | 45,4                            |                                 |      |      |      |      |
| 23-27 ago 2020 | BiDiMedia                                                          | 1.661                                                              | 71,0                                                               | 29,0                                                               | —                                                                  | 42,0                                                               | 71,0 | 29,0                            | 42,0                            |                                 |      |      |      |      |
| 24-26 ago 2020 | Demos & Pi                                                         | 1.014                                                              | 82,0                                                               | 18,0                                                               | —                                                                  | 64,0                                                               | 82,0 | 18,0                            | 64,0                            |                                 |      |      |      |      |
| 14-17 ago 2020 | Lab2101 Archivado el 20 de octubre de 2020 en Wayback Machine.     | 1.000                                                              | 72,4                                                               | 27,6                                                               | —                                                                  | 44,8                                                               | 72,4 | 27,6                            | 44,8                            |                                 |      |      |      |      |
| 22-23 jul 2020 | Ipsos                                                              | 1.000                                                              | 49,0                                                               | 8,0                                                                | 43,0                                                               | 41,0                                                               | 86,0 | 14,0                            | 72,0                            |                                 |      |      |      |      |
| 23-25 jun 2020 | Ipsos                                                              | 1.000                                                              | 46,0                                                               | 10,0                                                               | 44,0                                                               | 36,0                                                               | 82,0 | 18,0                            | 64,0                            |                                 |      |      |      |      |
| 20-22 feb 2020 | Piepoli                                                            | 503                                                                | 81,0                                                               | 9,0                                                                | 10,0                                                               | 72,0                                                               | 90,0 | 10,0                            | 80,0                            |                                 |      |      |      |      |
| 13 ene 2020    | Euromedia                                                          | 800                                                                | 75,1                                                               | 10,7                                                               | 14,2                                                               | 64,4                                                               | 87,5 | 12,5                            | 75,0                            |                                 |      |      |      |      |
| 9-14 dic 2019  | Demos&Pi                                                           | 1.212                                                              | 86,0                                                               | 12,0                                                               | 2,0                                                                | 74,0                                                               | 86,0 | 14,0                            | 72,0                            |                                 |      |      |      |      |
| 8 oct 2019     | El Parlamento aprueba el proyecto de ley de reforma constitucional | El Parlamento aprueba el proyecto de ley de reforma constitucional | El Parlamento aprueba el proyecto de ley de reforma constitucional | El Parlamento aprueba el proyecto de ley de reforma constitucional | El Parlamento aprueba el proyecto de ley de reforma constitucional | El Parlamento aprueba el proyecto de ley de reforma constitucional |      |                                 |                                 |                                 |      |      |      |      |
| 7-8 oct 2019   | Demopolis                                                          | 1.500                                                              | 80,0                                                               | 12,0                                                               | 8,0                                                                | 68,0                                                               | 87,0 | 13,0                            | 74,0                            |                                 |      |      |      |      |

## Resultados

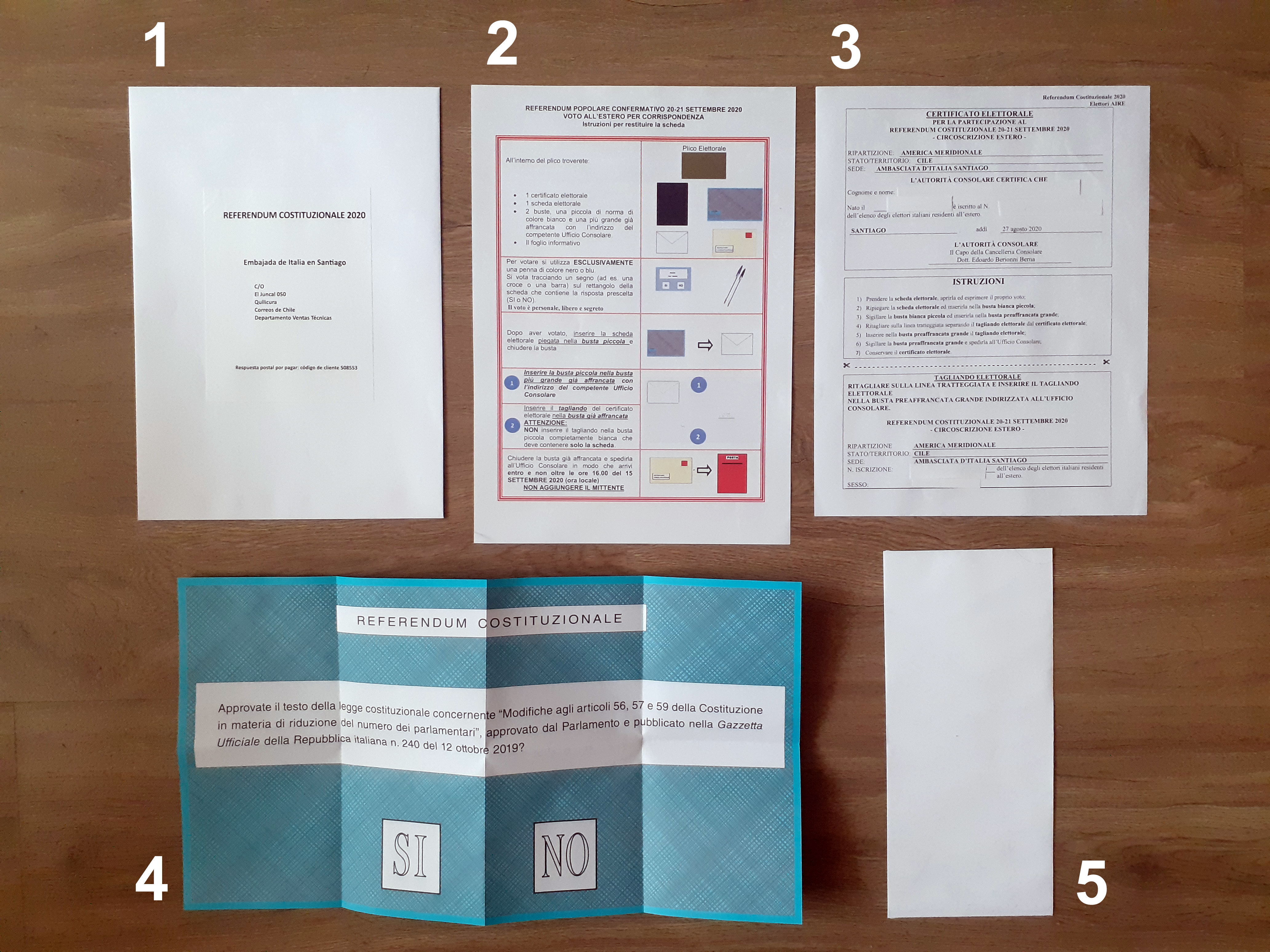
Paquete electoral enviado a un votante italiano en la circunscripción «América Meridional»

| Referéndum constitucional de Italia Resultados globales                                           |                      |            |          |
| Opción                                                                                            | Opción               | Votos      | %        |
|                                                                                                   | Sí                   | 17 913 089 | 69,96 %  |
|                                                                                                   | No                   | 7 692 007  | 30,04 %  |
|                                                                                                   |                      |            |          |
| Votos válidos                                                                                     | Votos válidos        | 25 605 096 | 98,29 %  |
| Votos en blanco                                                                                   | Votos en blanco      | 218 093    | 0,84 %   |
| Votos nulos                                                                                       | Votos nulos          | 226 568    | 0,87 %   |
| Votos impugnados                                                                                  | Votos impugnados     | 469        | 0,00 %   |
|                                                                                                   |                      |            |          |
| Participación                                                                                     | Participación        | 26 050 226 | 51,12 %  |
| Votantes registrados                                                                              | Votantes registrados | 50 955 985 | 100,00 % |
| Fuente: Ministero del Interior - Resultados Archivado el 4 de octubre de 2020 en Wayback Machine. |                      |            |          |

### Resultados por región
| Región               | Sí         | Sí    | No        | No    | Electorado | Participación |
| Región               | Votos      | %     | Votos     | %     | Electorado | Participación |
| -------------------- | ---------- | ----- | --------- | ----- | ---------- | ------------- |
| Abruzos              | 384 500    | 73,76 | 136 885   | 26,24 | 1 039 305  | 50,78 %       |
| Apulia               | 1 477 164  | 75,22 | 486 614   | 24,78 | 3 248 012  | 61,91 %       |
| Basilicata           | 169 024    | 75,84 | 53 856    | 24,16 | 455 019    | 49,83 %       |
| Calabria             | 521 444    | 77,53 | 151 138   | 22,47 | 1 518 789  | 45,21 %       |
| Campania             | 2 087 311  | 77,41 | 609 290   | 22,59 | 4 544 826  | 61,01 %       |
| Cerdeña              | 322 200    | 66,84 | 159 843   | 33,16 | 1 357 144  | 35,71 %       |
| Emilia-Romaña        | 1 273 585  | 69,55 | 557 716   | 30,45 | 3 328 708  | 55,37 %       |
| Friuli-Venecia Julia | 281 042    | 59,57 | 190 743   | 40,43 | 946 487    | 50,22 %       |
| Lacio                | 1 307 304  | 65,84 | 677 693   | 34,14 | 4 376 924  | 45,68 %       |
| Liguria              | 450 354    | 63,78 | 255 804   | 36,22 | 1 211 053  | 59,17 %       |
| Lombardía            | 2 609 444  | 68,12 | 1 221 310 | 31,88 | 7 509 264  | 51,36 %       |
| Marcas               | 533 479    | 69,19 | 237 569   | 30,81 | 1 179 263  | 66,39 %       |
| Molise               | 93 178     | 79,89 | 23 456    | 20,11 | 248 617    | 47,52 %       |
| Piamonte             | 1 172 338  | 68,42 | 541 183   | 31,58 | 3 352 137  | 51,55 %       |
| Sicilia              | 1 055 351  | 75,88 | 335 397   | 24,12 | 3 957 819  | 35,39 %       |
| Toscana              | 1 216 952  | 65,96 | 627 949   | 34,04 | 2 838 553  | 65,89 %       |
| Trentino-Alto Adigio | 390 490    | 70,88 | 160 389   | 29,12 | 806 051    | 70,96 %       |
| Umbría               | 221 989    | 68,72 | 101 062   | 31,28 | 667 254    | 48,75 %       |
| Valle de Aosta       | 48 165     | 67,96 | 22 708    | 32,04 | 99 010     | 73,44 %       |
| Véneto               | 1 553 218  | 62,44 | 934 313   | 37,56 | 3 734 565  | 67,55 %       |
|                      |            |       |           |       |            |               |
| Italia               | 17 168 532 | 69,64 | 7 484 918 | 30,36 | 46 418 519 | 53,84 %       |

### Italianos en el exterior
| Circunscripción                  | Sí      | Sí    | No      | No    | Electorado | Participación |
| Circunscripción                  | Votos   | %     | Votos   | %     | Electorado | Participación |
| -------------------------------- | ------- | ----- | ------- | ----- | ---------- | ------------- |
| África, Asia, Oceanía, Antártida | 32 775  | 79,46 | 8470    | 20,54 | 240 330    | 19,75         |
| América Meridional               | 226 522 | 74,19 | 78 819  | 25,81 | 1 450 677  | 23,95         |
| América Septentrional y Central  | 62 644  | 81,07 | 14 632  | 18,93 | 398 556    | 22,49         |
| Europa                           | 422 616 | 80,07 | 105 168 | 19,93 | 2 447 745  | 23,39         |
|                                  |         |       |         |       |            |               |
| Mundo                            | 744 557 | 78,24 | 207 089 | 21,76 | 4 537 308  | 23,30         |

### Participación
| País | Hora       | Hora       | Hora       | Hora     |
| País | Domingo 20 | Domingo 20 | Domingo 20 | Lunes 21 |
| País | 12:00      | 19:00      | 23:00      | 15:00    |
| --- | ---------- | ---------- | ---------- | -------- |
| Italia | 12,25%     | 29,78%     | 39,38%     | 53,84%   |
| Región | Hora       | Hora       | Hora       | Hora     |
| Región | Domingo 20 | Domingo 20 | Domingo 20 | Lunes 21 |
| Región | 12:00      | 19:00      | 23:00      | 15:00    |
| Abruzos                                                                                                   | 10,61%     | 27,31%     | 36,47%     | 50,79%   |
| Apulia | 13,22%     | 30,28%     | 43,74%     | 61,91%   |
| Basilicata                                                                                                | 9,40%      | 24,36%     | 36,96%     | 50,14%   |
| Calabria                                                                                                  | 8,62%      | 22,45%     | 32,42%     | 45,18%   |
| Campania                                                                                                  | 12,46%     | 29,13%     | 42,78%     | 61,04%   |
| Cerdeña                                                                                                   | 7,76%      | 17,08%     | 23,41%     | 35,70%   |
| Emilia-Romaña                                                                                             | 14,16%     | 32,99%     | 41,59%     | 55,37%   |
| Friuli-Venecia Julia                                                                                      | 12,40%     | 28,31%     | 36,34%     | 50,22%   |
| Lacio | 10,87%     | 25,79%     | 33,06%     | 45,65%   |
| Liguria                                                                                                   | 15,43%     | 35,47%     | 44,04%     | 59,15%   |
| Lombardía                                                                                                 | 12,44%     | 31,48%     | 39,01%     | 51,36%   |
| Marcas | 14,90%     | 36,65%     | 47,56%     | 66,38%   |
| Molise | 9,76%      | 24,20%     | 33,33%     | 47,48%   |
| Piamonte                                                                                                  | 12,02%     | 30,79%     | 38,81%     | 51,55%   |
| Sicilia                                                                                                   | 6,41%      | 16,97%     | 24,78%     | 35,38%   |
| Toscana                                                                                                   | 15,44%     | 38,15%     | 48,29%     | 65,88%   |
| Trentino-Alto Adigio                                                                                      | 16,04%     | 40,50%     | 54,42%     | 70,94%   |
| Umbría | 9,56%      | 25,16%     | 33,09%     | 48,75%   |
| Valle de Aosta                                                                                            | 18,24%     | 44,35%     | 56,37%     | 73,44%   |
| Véneto | 16,31%     | 39,27%     | 51,04%     | 67,54%   |
| Fuente: Ministerio del Interior – Participación Archivado el 22 de septiembre de 2020 en Wayback Machine. |            |            |            |          |

| Exterior                                                                                                  | 23,30%        |
| Circunscripción                                                                                           | Participación |
| África, Asia, Oceanía, Antártida                                                                          | 19,75%        |
| América Meridional                                                                                        | 23,95%        |
| América Septentrional y Central                                                                           | 22,49%        |
| Europa | 23,39%        |
| Fuente: Ministerio del Interior – Participación Archivado el 22 de septiembre de 2020 en Wayback Machine. |               |